# Bartje Poep

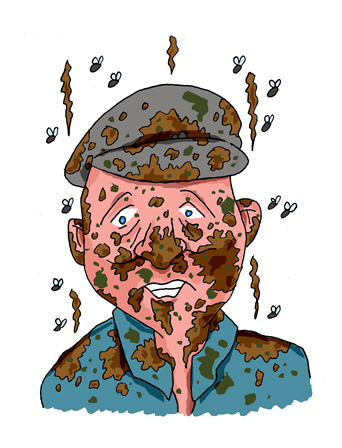
Bartje Poep als illustratie.

Bartje Poep of Gekke Bartje is een personage uit de Nederlandse folklore, die in het Land van Heusden en Altena in Noord-Brabant in de schriftelijke en mondelinge overlevering voorkomt en populariteit geniet.
Bartje Poep is in de volksverhalen enerzijds een leugenbaron, zoals baron van Münchhausen, die wonderbaarlijke avonturen beleeft en reusachtige vissen vangt. Anderzijds is hij een trickster, zoals Tijl Uilenspiegel, die mensen te grazen neemt.
Volgens de sage was Bartje Poep een deugniet die helemaal niet dom is, maar de dommerd speelt. Hij is in dit geval als het ware de slimmerik die mensen voor de gek houdt of die mensen een spiegel voorhoudt. In andere volksverhalen is hij wel degelijk de stupide man die de meest normale zaken niet begrijpt, en zelfs zijn eigen naam vergeet.
Historisch gezien heeft Bartje Poep werkelijk geleefd. Hij heette in werkelijkheid Bart Versteeg (1881-1970) en woonde in het Noord-Brabantse Nieuwendijk.
Aan de grappenmaker werden (door anderen en hemzelf - in het laatste geval heet dit proto-ostension) volksverhalen gekoppeld, die over de hele wereld voorkomen. De verhalen die aan Bartje Poep worden gekoppeld worden nog steeds verteld en bestaan uit verschillende soorten klassieke volksverhaalmotieven. Die verhalen getuigen er van dat er al langer een mondelinge overlevering was. Eind 20e eeuw werden de volksverhalen van Bartje Poep voor het eerst vastgelegd door Ruben Koman in Werkendam. Overige verhalen over Bartje Poep tekende hij later voor het Meertens Instituut op in Almkerk, Dussen, Nieuwendijk, Werkendam en Woudrichem.

## Volksverhalen
Over Bartje Poep doen vele volksverhalen de ronde. Enkele gaan als volgt:
- 'Bart Versteeg werd Poep genoemd omdat hij uitgleed met zijn hoofd in de strontput. Een ander verhaal gaat dat hij Poep werd genoemd omdat hij altijd nodig naar de poepdoos moest voordat hij ergens heen ging.'
- 'Bartje Poep was in De Biesbosch aan het vissen. Hij verloor zijn horloge op dat moment. Hij zette toen een krapje op de boot (met zijn knipmes), toen-ie z'n horloge was verloren. Toen kwam-ie thuis en is-ie gaan peilen bij de boot, om 't horloge te vinden.'

Dit verhaal is in verschillende varianten over Bartje Poep verteld en staat in het volksverhaalonderzoek bekend als Marking the Place on the Boat. Het is reeds aangetroffen in de 3e eeuw v.Chr. in China en later in Arabië, West-Europa en Amerika. In Nederland is het verhaal onder meer opgetekend in Friesland en Groningen en in een 17e-eeuws moppenboek.
- 'Bartje Poep hoorde eens op de radio dat het in het midden van het land zou regenen. Daarop zette hij de hooischelven aan de rand van het land.'

Dit verhaal werd eerder in Nederland onder meer opgetekend door verhalenverzamelaar Dam Jaarsma in Friesland en is ook bekend over Tijl Uilenspiegel.
- 'Bartje Poep loopt met een zak (met aardappelen of kolen) op de rug van Werkendam naar Kille. Een man met paard en wagen vraagt of hij wil meerijden. Bart springt achterop en rijdt mee. In plaats van de zak neer te zetten, draagt hij deze de hele reis op zijn rug.'

Dit verhaal is in verschillende varianten over Bartje Poep opgetekend. In het internationale volksverhaalonderzoek staat het bekend als Relief for the Donkey. Het komt reeds voor in de oude Griekse komedie Ranae van Aristophanes (405 v.Chr.). Het is later opgetekend in Perzië (in de 13e eeuw), in Oost- en West-Europa, Australië en Amerika. In Nederland is het uit de volksmond opgetekend in Friesland en Groningen.
- 'Bartje Poep vertelde dat tv's spiegelbeeld vertoonden. Toen de eerste mens op de maan landde vertelde Bartje dat de mensen voor de gek werden gehouden. Het geheel was opgenomen op de Noordpool.'
- 'Bartje Poep moet drie directoires (onderbroeken) kopen, maar koopt, vanwege het 'moeilijke' woord, dressoirs.'
- 'Bartje Poep vluchtte, baggerend door de Biesbosch, voor de veldwachter(s), omdat hij aan het stropen was. Hij baggerde door een kreekje en was veel eerder thuis. Toen hij de slootwal op klauterde, voelde hij iets in zijn hand. Het was een konijn. Toen hij thuis zijn laarzen uit deed, bleek er drie kilo paling in te zitten.'

In een andere versie krijgt Bartje Poep de paling wanneer hij tijdens het polsstokhoogspringen in het water belandt. Varianten van dit verhaal werden in Werkendam ook opgetekend over de familie Van Eede (Sleeuwijk) en Jan van den Heuvel alias Jan de Leugenaar, die echter in een eendennest grijpt en 'duimsenaal' (duim dikke aal) in zijn laarzen aantreft. Dit verhaal komt onder meer voor in Noord-Amerika, China en Japan, Scandinavië, Duitsland en Vlaanderen. In Nederland is het opgetekend in Friesland, Groningen, Overijssel en Zeeland. Het vertelsel wordt vaak voorafgegaan door het verhaalmotief van een jager die (per ongeluk) een vlucht ganzen aan zijn afgeschoten laadstok rijgt.

## Bewerkingen

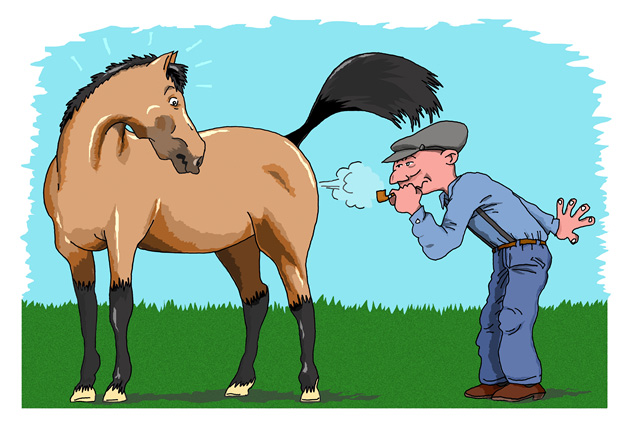
Bartje Poep in het volksverhaal 'Waar rook is, is vuur'.

In 2011 verschenen prenten van Bartje Poep van de hand van kunstenaar Jos Koman, voor een prentenboek van verhalenverzamelaar Ruben Koman, naar aanleiding van het verhaalcorpus van Bartje Poep en door hem zelfbedachte verhalen, die aan het corpus van Bartje Poep werden toegevoegd. Een van de prenten over de 'nieuwe' Bartje Poep-verhalen bevat de Uilenspiegel-grap Waar rook is, is vuur. In dit verhaal warmt de grappenmaker zich boven paardenvijgen, of steekt hij zijn pijp (of sigaret) aan met de wind of poep van een paard. Het verhaal is opgetekend in Letland en Zweden. In Nederland is het met name in Friesland opgetekend door A.A. Jaarsma.